# منزل شرف الملوك نبي وند
منزل شرف الملوك نبي وند (بالفارسية: خانه اشرف الملوک نبی وند) هو منزل تاريخي يعود إلى عصر القاجاريون، ويقع في مراغة.